# Louis Couperin
Pour les articles homonymes, voir Couperin.
Louis Couperin est un musicien (claveciniste, organiste, gambiste, compositeur) français de la période baroque né vers 1626 à Chaumes-en-Brie et mort le 29 août 1661 à Paris.

## Biographie
Il est, avec son neveu François, le plus illustre membre de la famille Couperin.
C'est le fils de Charles Couperin, dit Charles l'ancien (vers 1595-1654) qui était « joueur d'instruments », et de son épouse Marie Aubry. On ne connaît rien de sa jeunesse et de ses années de formation.
Avec ses deux jeunes frères, François et Charles, il offre une aubade à Jacques Champion de Chambonnières, musicien du roi, le jour de la Saint-Jacques, qui est ce jour-là au Plessis-Feu-Aussoux, village de la Brie proche de Chaumes et où son épouse a une propriété. Chambonnières, agréablement surpris, s'enquiert de l'identité de ces jeunes gens et les invite à sa table. Impressionné par le talent de l'aîné, il le fait venir à Paris vers 1650 : Louis Couperin y devient en 1653 organiste titulaire de l'église Saint-Gervais (à sa suite, cette charge restera dans la famille jusqu'au début du XIXe siècle).
Louis XIV lui octroie un emploi de par-dessus de viole à la cour, après que Louis Couperin a refusé de remplacer Chambonnières comme claveciniste, par reconnaissance envers son protecteur.
Les influences réciproques avec Johann Jacob Froberger de passage à Paris à la même époque sont manifestes, leur rencontre étant probable mais non prouvée par des écrits (ils composent tous deux un tombeau de monsieur Blancrocher, célèbre luthiste décédé lors d'une chute d'un escalier, ce qui établit à tout le moins leur appartenance au même cercle d'amis du défunt).
C'est son œuvre pour le clavecin qui le fait passer à la postérité. Ces pièces (environ 130) ne furent pas éditées de son vivant, mais recopiées dans plusieurs recueils manuscrits, sans être groupées sous la forme de suite de danses dont elles relèvent pour la plupart. Ses préludes non mesurés à la manière des luthistes et ses chaconnes sont les pièces les plus personnelles et les plus remarquables.
Seules quelques pièces d'orgue isolées nous étaient parvenues jusqu'au milieu du XXe siècle. Depuis lors, un manuscrit de musique comprenant 70 pièces de Louis Couperin a été découvert en Angleterre en 1957, par Guy Oldham ; publié en 2003, ce recueil disparate a permis de lui reconnaître une place éminente parmi les maîtres de l'orgue en France au XVIIe siècle.

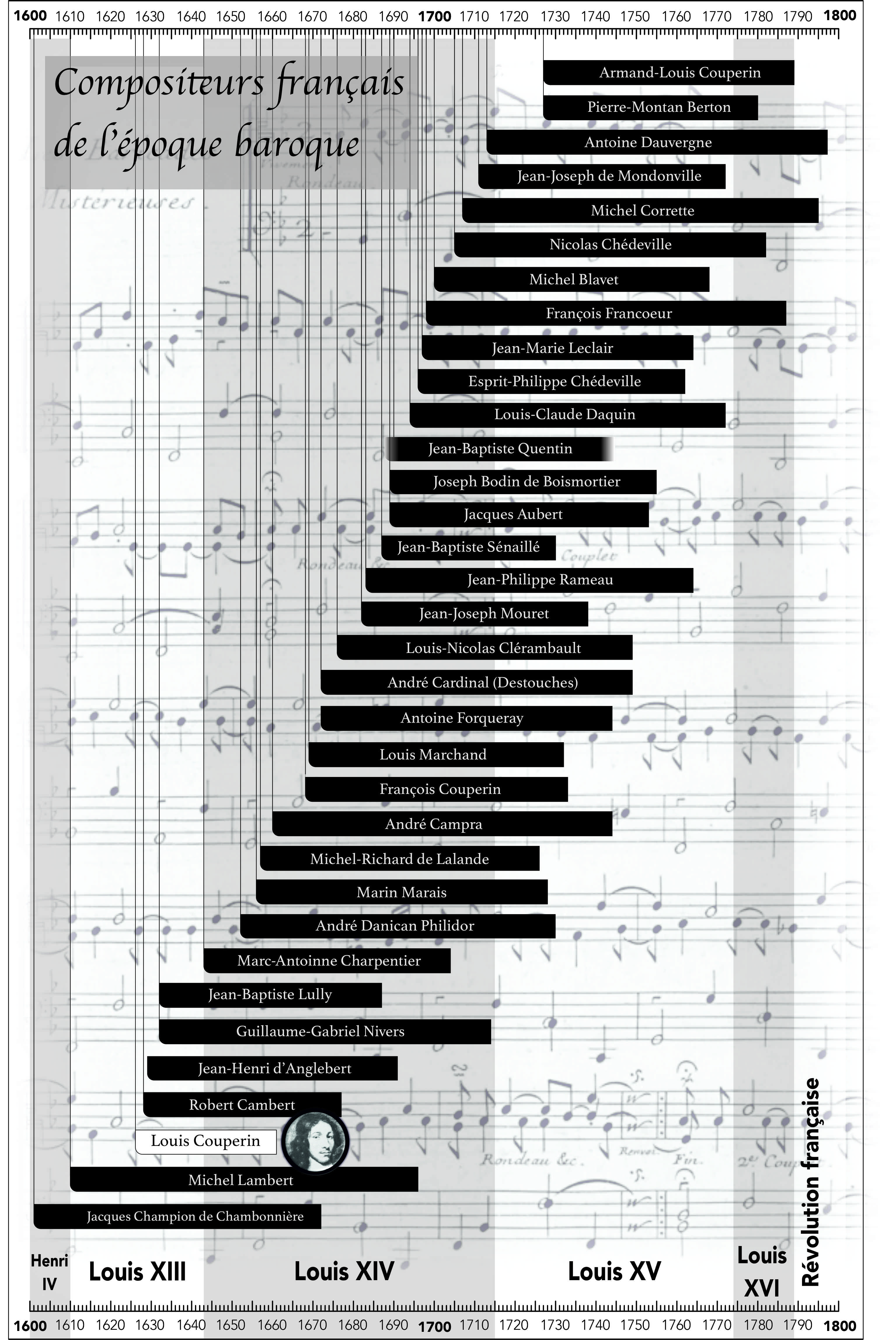
Louis Couperin au début de la période baroque en France.

## Œuvres
- 133 pièces pour clavecin (préludes, allemandes, courantes, sarabandes, gigues, chaconnes, passacailles, gaillardes, pavanes, volte, branles, menuets, doubles, tombeau).
- 70 pièces pour orgue (fugues, fantaisies, hymnes, duos, etc).
- 2 Fantaises pour 2 violes
- 2 Fantaisies sur le jeu des hautbois
- 3 Symphonies pour cordes en trio

Liste complète des œuvres connues (en)

## Discographie
- Gustav Leonhardt, Louis Couperin, Suites et Pavane, CD Deutsche Harmonia Mundi 1980.
- Christopher Hogwood, Louis Couperin, Suites pour clavecin en fa majeur, ut mineur et ré mineur, clavecin Ioannes Couchet 1646 ; 1 CD Éditions de l'Oiseau-Lyre, 425890-2, Decca 1983.
- Davitt Moroney, Louis Couperin : Intégrale de l'Œuvre de Clavecin. 4 CD Harmonia Mundi 1901124.27, 1989.
- Noëlle Spieth, Louis Couperin : L'œuvre pour clavecin, 4 CD Ades Accord Baroque 1993.
- Davitt Moroney, Louis Couperin : L'Œuvre d'orgue. 3 CD Harmonia Mundi TEM 316001-2-3, 1995.
- Skip Sempé, Louis Couperin, Suites et Pavane, CD Alpha 2004.
- Huguette Grémy-Chauliac, Louis Couperin, 5 Suites pour clavecin, CD Ligia Digital 2006.
- Jovanka Marville, Louis Couperin, Pièces en ré, pièces en fa, pièces en do, CD Aeon 2007.
- Bob van Asperen, Louis Couperin éditions, 3 SACD AEOLUS 2008 - 2014.
- Christophe Rousset, Louis Couperin : 6 Suites pour clavecin, 2 CD Aparte 2010.
- Richard Egarr, Louis Couperin, The complete harpsichord works, 4 CD Harmonia Mundi USA 2011.
- Pierre Chalmeau (piano), Louis Couperin, Suite du tombeau, Suite d’Élias, Suite de la pavane, 2 CD Fondamenta Cristal records Classique 2015.
- Blandine Verlet, Louis Couperin, Les Pièces de clavessin, CD Astrée Naive 2016.
- Christophe Rousset, Louis Couperin : 11 nouvelles Suites pour clavecin, Stradivari 2 CD Harmonia Mundi 2018.
- Pavel Kolesnikov (piano), Louis Couperin, Dances from the Bauyn Manuscript, CD Hypérion 2019.